# Pointe du Canonnier
Ne doit pas être confondu avec Pointe aux Canonniers.

Carte de Saint-Martin, avec la pointe du Canonier à l'extrémité ouest

La pointe du Canonnier est un cap situé à l'extrême ouest de l'île de Saint-Martin dans les Antilles, dans la partie française de l'île.
C'est le point situé le plus à l'ouest en considérant la France métropolitaine et départements d'outre-mer, et par la même occasion de l'Union Européenne.

## Histoire
Un village pré-colombien y a été découvert à l'occasion de la construction d'une villa privée, à 200 m du rivage actuel. Ce site est de style Mill Reef, appartenant à la culture dite Mamoran-Troumassoïde du nord des Petites Antilles; il est daté entre 660 et 960 avant notre ère.